# ブロイベルク
ブロイベルク (ドイツ語: Breuberg, ドイツ語発音: [ˈbɔ‿ybɛrk]) はドイツ連邦共和国ヘッセン州オーデンヴァルト郡に属す市。

## 地理
ブロイベルクはオーデンヴァルト北部に位置する。

### 隣接する市町村
ブロイベルクは、北はグロース＝ウムシュタット（ダルムシュタット＝ディーブルク郡）およびメムリンゲン、東はオーベルンブルク・アム・マイン（以上2つはバイエルン州ミルテンベルク郡）、南はリュッツェルバッハ、西はヘーヒスト・イム・オーデンヴァルトと境を接する。

### 市の構成
この地は、ハインシュタット区、ノイシュタット区、ライ＝ブライテンバッハ区、ザントバッハ区（この区に行政機能が置かれている）、ローゼンバッハ区、ヴァルト＝アモールバッハ区からなる。

## 行政

### 市議会
ブロイベルクの市議会は31議席からなる。

### 紋章
紋章は、金の束がついた銀の剣で左右二分割されている。向かって左は青地に、金の蘂がある銀のバラ。向かって右は赤地に6つの突起を持つ銀の星。
剣は、かつてのノイシュタット市が有していた市場の開催権、ひいてはその間の平和を象徴している。バラはヴェルトハイム家の紋章、星はエアバッハ家の紋章から採られた。かつてのノイシュタット市の紋章には赤い蘂のバラが描かれていた。

### 旗
市の旗は三色旗で、赤 - 白 - 青で、旗の上半分には紋章が描かれている。

### 姉妹都市
ノイシュタット区は、「ノイシュタット」という名前を持つドイツ、オーストリア、ハンガリー、チェコ、ポーランド、スロヴァキア36の市町村で構成される（2008年9月現在）国際的な都市友好組織「ノイシュタット・イン・ユーロッパ」に加盟している。

## 見所

### ブロイベルク城

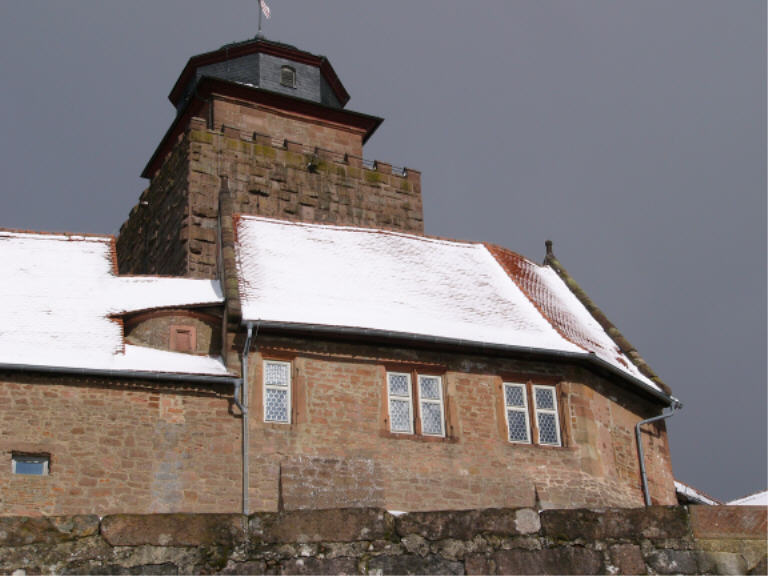
ブロイベルク城

ブロイベルク城は、ドイツに現存する城塞のうち、最も保存状態がよいものの一つに数えられる。12世紀にいわゆるケルンブルク（山頂の砦）として建設された。14世紀以降、城塞は拡張を続け、現在では850年間の建築様式の変遷をたどることができる。1446年にヴェルトハイム伯ヴィルヘルムはカッツェンエルンボーゲン伯フィリップにブロイベルク城を含む所領を2400グルデンで売却した。この城はたびたび損傷を受けたが取り壊されることなく利用され続けた。この事はその保存状態の良さから明らかである。この城はヘッセン州所有の建物であり、ユースホステルと博物館に利用されている。

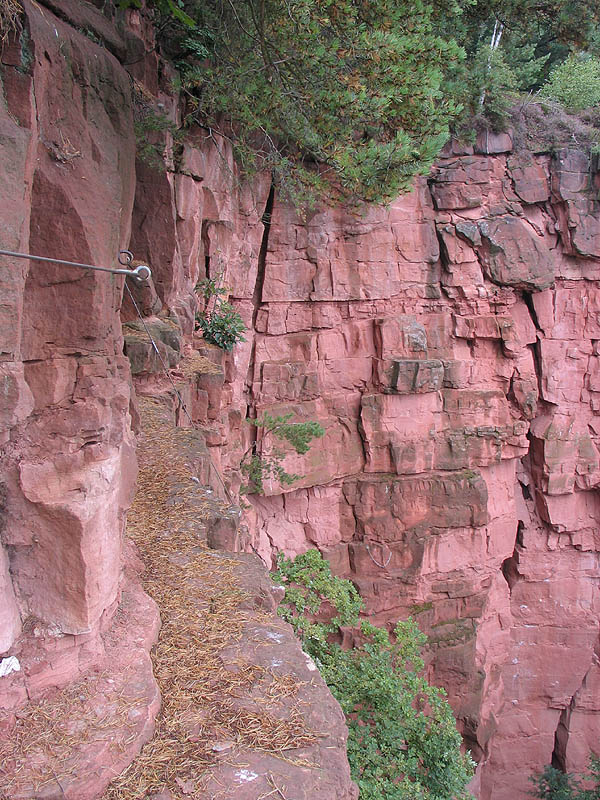
ハインシュタットの採石場

### 採石場
ミュムリング川の渓谷に位置するハインシュタット区には古い採石場があり、オーデンヴァルト登攀同好会によってクライミング施設が設けられた。さらにロープで安全を確保した登攀路もある。オーデンヴァルト登攀同好会がこの保全を行っている。

## 人物

### 出身者
- クラウス・トイバー (1952年 -) ライ＝ブライテンバッハ区出身。『カタンの開拓者たち』で知られる、ドイツの代表的なボードゲームデザイナーの一人。

### ゆかりの人物
- ベルンハルト・ヴュルシュミット（1788年 - 1853年）1821年から1825年までブロイベルクの司祭を務めた人物で、彫刻家として知られている。

## 芸術

### 彫刻公園
ミュムリング川の草地沿いにあるザントシュタイン彫刻公園には彫刻家ペーター・ヘル、ザビーネ・ヴァグナー、イゾルデ・シュタップ、カーリン・エーバート、マリアンネ・ヴァグナー、パウル・アウグスト・ヴァグナー、ハインツ・マックによって創られた。
- ストーン・アンド・ウッド — 毎年1週間彫刻家達が寄付金募集のために彫刻公園で行っている文化イベント。

## 引用
1. ↑  Hessisches Statistisches Landesamt: Bevölkerung in Hessen am 31.12.2023 (Landkreise, kreisfreie Städte und Gemeinden, Einwohnerzahlen auf Grundlage des Zensus 2011)]
2. ↑  Max Mangold, ed (2005). Duden, Aussprachewörterbuch (6 ed.). Dudenverl. p. 217. ISBN 978-3-411-04066-7
3. ↑   Breuberg カッツェンエルンボーゲン伯領の歴史と世界最初のリースリング